# Léh
Léh is een plaats (község) en gemeente in het Hongaarse comitaat Borsod-Abaúj-Zemplén. Léh telt 500 inwoners (2001).